# Ban Tổ chức Trung ương Đảng Nhân dân Cách mạng Lào
Ban Tổ chức Trung ương Đảng Nhân dân Cách mạng Lào (tiếng Lào: ພັກປະຊາຊົນປະຕິວັດລາວ ຄະນະຈັດຕັ້ງສູນກາງພັກ) là cơ quan trực thuộc Ban Chấp hành Trung ương Đảng Nhân dân Cách mạng Lào; là một cơ quan chuyên môn tham mưu cho Trung ương Đảng, làm đầu mối thông tin với Trung ương Đảng, nhất là Bộ Chính trị Trung ương Đảng, Ban Bí thư Trung ương Đảng và Chính phủ với trách nhiệm nghiên cứu chủ trương, kế hoạch, chính sách về công tác tổ chức đảng, xây dựng đảng và công tác cán bộ trong hệ thống chính trị.

## Lịch sử

### 1955-1957
Ngày 22/3/1955, Đại hội những người cộng sản Lào được tổ chức. Đại hội đã quyết định thành lập Đảng Nhân dân Lào, một chính đảng cộng sản, của giai cấp vô sản Lào. Đại hội đã bầu ra Ban Chỉ đạo Trung ương Đảng, sau đó tại Hội nghị lần thứ nhất Trung ương Đảng, bầu Kaysone Phomvihane làm Tổng bí thư Trung ương Đảng và đồng thời cũng là Bí thư Quân ủy Trung ương phụ trách trực tiếp công tác xây dựng đảng.
Tại Hội nghị lần thứ hai Trung ương Đảng (25/3/1955), Trung ương Đảng đã thống nhất thành lập cơ cấu tổ chức để xây dựng cán bộ có tên là: "Ban Cán bộ Toàn quốc" (ຫ້ອງການພະ ນັກງານທົ່ວປະເທດ). Khamseng Sivilai, ủy viên Ban Chỉ đạo Trung ương Đảng, được cử làm trưởng ban. Thành viên ban đầu của Ban gồm 13 người. Việc thành lập ban tham mưu cho thấy đảng đã quan tâm đến tổ chức là bộ máy vì trực tiếp làm công tác xây dựng đội ngũ cán bộ, còn các tổ chức khác thì thành lập sau. Bởi vì đảng là một chính đảng, cho nên cấu trúc chính đảng phải có lý luận của đảng, phải có đảng viên, muốn một chính đảng vững mạnh phải có đường lối đúng đắn, đảng viên của đảng đó phải tuân theo đường lối của đảng.
Về mặt hành chính do Đảng Nhân dân Lào hoạt động trong bí mật, do đó Ban Cán bộ Toàn quốc là cơ quan trực thuộc Neo Lao Hak Sat (Mặt trận Lào Yêu nước) do hoàng thân Souphanouvong làm chủ tịch, Kaysone Phomvihane là Phó chủ tịch. Nhưng thực tế Đảng Nhân dân Lào lãnh đạo trên thực tế của Mặt trận.
Chức năng chính của Ban Cán bộ trong giai đoạn này là tổ chức đào tạo, lựa chọn những đảng viên Đảng Cộng sản Đông Dương đủ tiêu chuẩn chuyển sang Đảng Nhân dân Lào; Điều tra việc thành lập các tổ chức quần chúng, việc thành lập lực lượng an ninh và chuẩn bị Lực lượng hỗn hợp đầu tiên của Lào; Xây dựng các đảng bộ vững mạnh về mọi mặt, chỉ trong 2 năm (1955-1957) đã mở rộng đảng viên từ 400 lên 4,500 người, với tổng số 578 đảng bộ ở 12 tỉnh (cả nước). Các lực lượng này là nguồn lãnh đạo chính trong cuộc chiến chống lại sự phá hoại Hiệp định Genève sau này. 

### 1958-1975
Giai đoạn này lực lượng Hoàng gia Lào và quân đồng minh đàn áp dã man quá trình cách mạng, lật đổ chính phủ liên hiệp, bao vây Tiểu đoàn 2 Pathet Lào, bắt giam các nhà lãnh đạo cách mạng.
Tình hình có nhiều biển đổi, ảnh hưởng tiêu cực đến cách mạng. Tháng 6/1960, Ban Chấp hành Trung ương Đảng (đổi tên từ Ban Chỉ đạo Trung ương Đảng từ tháng 6/1959) đã ban hành 4 nghị quyết, ngoài việc xác định những nhiệm vụ cụ thể của cách mạng còn xác định công tác chỉnh đốn và đổi mới đảng là nhiệm vụ cấp bách. Vì vậy, tháng 7 năm 1961, Ban Chấp hành Trung ương Đảng đồng ý chuyển "Ban Chỉ đạo Tổ chức Trung ương" (ຫ້ອງການຈັດຕັ້ງສູນກາງ) về Khang Khai, tỉnh Xiêng Khoảng.
Năm 1962, mở lớp bồi dưỡng tổ chức đầu tiên cho đội ngũ cán bộ làm công tác tổ chức trong cả nước, làm nhiệm vụ chấn chỉnh, xây dựng lại các tổ chức đảng trong cả nước. Tháng 11 năm 1962, đổi tên thành "Ban chỉ đạo tổ chức Trung ương Đảng" và chuyển về Bản Xiêng, huyện Viêngxay, tỉnh Huaphanh để tiếp tục công tác hoàn thiện Đảng và đội ngũ cán bộ. Đến năm 1965, chuyển về Bản Long Kou, huyện Viêng Chăn.
Sau năm 1960, bắt đầu có chủ tịch khu, chủ tịch mặt trận, tỉnh trưởng, thống đốc... để lãnh đạo và công tác phù hợp với giai đoạn tiến trình cách mạng, yêu cầu nhiệm vụ chính trị trong thời kỳ đã thiết lập Đảng bộ có các đảng bộ, thành uỷ, huyện uỷ, tỉnh uỷ.
Để đáp ứng đường lối đấu tranh của Đảng và tiếp tục củng cố Đảng, Ban Chấp hành Trung ương Đảng đã thực hiện nhiệm vụ chính trị theo đúng vai trò, quyền hạn và nhiệm vụ của mình, nhằm thực hiện các chủ trương của tổ chức về công tác cán bộ của Đảng qua các thời kỳ:
- Năm 1967, Nghiên cứu đề ra phương châm xây dựng đảng 3 tốt 4 biết (3 tốt: học tốt, đoàn kết tốt, sông tốt, 4 biết: biết xây dựng kế hoạch, biết lãnh đạo các đoàn thể và chính quyền, biết tổ chức lực lượng bảo vệ và lãnh đạo công tác, biết nâng cao năng lực xây dựng đảng của đơn vị mình)
- Năm 1968, đề ra phương châm: "Ra sức xây dựng vùng giải phóng thành một quốc gia độc lập, tự chủ". Đồng thời, tổng kết những bài học kinh nghiệm trong đời sống chính trị của toàn đảng, toàn quân và toàn dân.
- Năm 1973, rút ra bài học kinh nghiệm từ Đại hội lần thứ hai của Đảng là nâng số đảng viên lên 25%, nâng cao trình độ hiểu biết của Đảng lên 60%, đồng thời có kế hoạch tạo nguồn cán bộ chủ chốt để chuẩn bị nhiệm vụ bảo vệ và phát triển đất nước lên xã hội chủ nghĩa.

### 1975-1990
Sau khi Đảng Nhân dân Cách mạng Lào hoàn thành công cuộc cách mạng ở toàn quốc. Tháng 12 năm 1976, Ban chuyển về Thủ đô Viêng Chăn và đổi tên thành "Ban Tổ chức Trung ương Đảng".
Trong thời gian này ban hành các chủ trương nhiệm vụ sau:
- Năm 1977, ghi nhận tình hình khó khăn nhất trong bối cảnh đảng cầm quyền, cần phải nâng cấp sự lãnh đạo của đảng. Chú trọng đào tạo các loại cán bộ, ban tổ chức phải giải quyết nhiều vấn đề, nhất là lý lịch chi tiết của đảng viên, cán bộ. Đề ra phương châm: "Dân là nòng cốt, đảng là trung tâm". Hội nghị cũng thảo luận các chính sách đối với phe đối lập, tổ chức lại bộ máy nhà nước, kêu gọi nhân dân thực hiện hai nhiệm vụ chiến lược là bảo vệ và xây dựng đất nước.
- Năm 1983, được đánh dấu bằng khẩu hiệu "tiến bộ xã hội chủ nghĩa", nhấn mạnh vào xây dựng đảng và xây dựng nhà nước.
- Năm 1987, nhấn mạnh sáu nguyên tắc của Đảng: kiên quyết tiến lên chủ nghĩa xã hội. Đảng theo chủ nghĩa Mác-Lê-nin đã tổ chức và lãnh đạo mọi thắng lợi của cách mạng Lào. Tăng cường vai trò của Đảng lãnh đạo, Nhà nước quản lý, nhân dân làm chủ, đoàn kết quốc tế tốt đẹp. Ra sức xây dựng Đảng trong thời kỳ mới của cách mạng.

### 1991-nay
Sau khi hệ thống xã hội chủ nghĩa sụp đổ, ảnh hưởng to lớn đến cách mạng Lào. Ban chấp hành Trung ương Đảng liên tiếp chỉ đạo ban hành các nghị quyết quan trọng về công tác xây dựng Đảng và đội ngũ cán bộ.
Năm 1991, Ban Tổ chức Trung ương ra chỉ thị: phổ biến, tiếp thu tinh thần Nghị quyết Đại hội đại biểu toàn quốc lần thứ V của Đảng, về đường lối đổi mới toàn diện, có nguyên tắc, và thực hiện chế độ tiền lương cho cán bộ, công chức cả cũ và mới nhằm tạo động lực, tích cực thực hiện những nhiệm vụ mà Đảng và Nhà nước giao cho.
Ban Tổ chức Trung ương Đảng đã triệu tập đại hội đảng viên toàn quốc vào cuối năm 1993, và tổ chức đại hội cán bộ toàn quốc năm 1995. sau Đại hội lần thứ VII, tổ chức các Hội nghị tập trung vào công tác xây dựng đảng trên 3 lĩnh vực: chính trị, tư tưởng và tổ chức.
Hằng năm, Ban Chấp hành Trung ương Đảng tổ chức hội nghị tổng kết rút kinh nghiệm công tác xây dựng Đảng - cán bộ, họp triển khai các nghị quyết Đại hội Đảng. Các quy định, nghị quyết về công tác cán bộ, sau đó được Ban Tổ chức Trung ương ban hành hướng dẫn, thông báo triển khai, hướng dẫn để cấp ủy các cấp thực hiện có hiệu quả.

## Chức năng và nhiệm vụ

### Nghiên cứu, tham mưu
- Nghiên cứu, kết hợp và triển khai các chủ trương, chính sách của Đảng và Nhà nước về công tác tổ chức, xây dựng Đảng và đội ngũ cán bộ để hoạch định chiến lược, kế hoạch, chương trình, đề án chi tiết trong từng thời kỳ;
- Nghiên cứu, hoàn thiện điều lệ Đảng và cơ cấu nhân sự phục vụ Đại hội đại biểu toàn quốc của Đảng;
- Nghiên cứu chiến lược hoàn thiện và quản lý tổ chức chính trị dân chủ nhân dân ở cả trung ương và địa phương;
- Nghiên cứu, duyệt con dấu của các tổ chức Đảng, Đảng đoàn, Mặt trận Lào Xây dựng Đất nước, Hiệp hội Cựu chiến binh và các đoàn thể khác;
- Nghiên cứu, trình bày với các tổ chức chính quyền có liên quan trong việc thay đổi các chủ trương, chính sách, nghị quyết của Đảng về công tác hoàn thiện tổ chức bộ máy, công tác cán bộ thành các luật, nghị quyết, nghị định.
- Tham mưu, giám sát, kiểm tra, động viên các bộ phận ở Trung ương và địa phương thực hiện kết hợp chủ trương, đường lối, chính sách về công tác tổ chức, xây dựng đảng, công tác quốc phòng và thực hiện các điều lệ, quy định của Đảng, tổng kết rút kinh nghiệm theo định kỳ;
- Nghiên cứu xây dựng quy chế, cơ chế, hướng dẫn, nguyên tắc thực hiện công tác tổ chức, xây dựng đảng-cán bộ;
- Nghiên cứu, xây dựng kế hoạch chiến lược và pháp luật về quản lý, đào tạo, xây dựng đảng và cán bộ ở Trung ương;
- Nghiên cứu, trình Bộ Chính trị Trung ương Đảng, Ban Bí thư Trung ương Đảng xem xét việc điều động, bổ nhiệm, chuyển công tác, đề bạt, miễn nhiệm, kỷ luật cán bộ ở Trung ương;
- Nghiên cứu, quản lý việc thực hiện chính sách cán bộ của Bộ Chính trị Trung ương Đảng và Ban Tổ chức Trung ương;

### Kiểm tra, giám sát
- Giám sát, quản lý trực tiếp đội ngũ cán bộ, công chức làm việc ở Trung ương và địa phương;
- Cải tiến tổ chức cơ sở đảng, quản lý thống kê đảng bộ và tài khoản tổng hợp của đảng bộ;
- Cải tiến kịp thời các nội quy, quy chế, cơ chế, lề lối làm việc trong Văn phòng Trung ương Đảng;

### Thẩm tra
- Thẩm tra các dự thảo nghị quyết, quy định, quy chế của Bộ Chính trị Trung ương Đảng, Ban Bí thư Trung ương Đảng có liên quan đến công tác tổ chức Đảng và công tác cán bộ.

### Phối hợp
- Phối hợp với Quốc hội chuẩn bị cơ cấu nhân sự và bầu cử đại biểu Quốc hội;
- Phối hợp với các bộ, ngành, tỉnh, thành phố, quận, huyện, thành phố chuẩn bị cơ cấu nhân sự và theo dõi, hỗ trợ tổ chức đại hội Đảng bộ, chi bộ, tỉnh, thành phố, thành phố trực thuộc trung ương;
- Phối hợp với Mặt trận Lào Xây dựng Đất nước, Hiệp hội Cựu chiến binh, các đoàn thể Trung ương chuẩn bị cơ cấu nhân sự và giám sát;
- Phối hợp với các bộ, tổ chức, địa phương xây dựng quy hoạch cán bộ, theo dõi đánh giá tình hình thực hiện quy hoạch quản lý cán bộ ở Trung ương;
- Phối hợp với các bên liên quan để nghiên cứu các luật khác nhau về công tác chính sách;

### Một số nhiệm vụ
- Tham gia chuẩn bị báo cáo chính trị, dự thảo nghị quyết các Hội nghị toàn thể Ban Chấp hành Trung ương Đảng;
- Quản lý hồ sơ và hoạt động của đội ngũ cán bộ thuộc Bộ Chính trị Trung ương Đảng, Ban Bí thư Trung ương Đảng quản lý;
- Quản lý các trường hợp, tài liệu lý lịch của cán bộ - đảng viên có liên quan đến lịch sử chính trị và các vấn đề chính trị;
- Tuyên truyền phổ biến chủ trương, chính sách, nghị quyết của Đảng, công tác tổ chức, xây dựng đảng và hoạt động của Ban Tổ chức Trung ương qua các tạp chí xây dựng đảng, các chương trình truyền hình và các phương tiện truyền thông khác;
- Liên hệ, hợp tác với các quốc gia hữu nghị chiến lược và các tổ chức quốc tế để trao đổi kinh nghiệm và hỗ trợ tài chính để phát triển công tác theo chủ trương, quy định của Đảng và Nhà nước;
- Đẩy mạnh học tập, giáo dục nhân dân về chính trị, tư tưởng, lựa chọn, quản lý, giám sát, kiểm tra, vận dụng, bồi dưỡng, xây dựng, thực hiện chính sách, kỷ luật đối với đội ngũ cán bộ, công chức trong Ban Tổ chức Trung ương Đảng;
- Thực hiện các nhiệm vụ khác theo sự phân công của Bộ Chính trị Trung ương Đảng, Ban Bí thư Trung ương Đảng và Chính phủ.

## Quyền hạn
Ban Tổ chức Trung ương Đảng Nhân dân Cách mạng Lào có quyền hạn sau:
- Ban hành các quyết định, quy định, chỉ thị, thông báo thực hiện các nghị quyết, quyết định, chỉ thị của Ban Chấp hành Trung ương Đảng có liên quan đến công tác tổ chức;
- Phê duyệt kế hoạch, hoạt động của tổ chức trung ương, nghiên cứu, phê duyệt kế hoạch, hoạt động của các văn phòng, vụ trong Trung ương Đảng và hướng dẫn, giám sát, kiểm tra, hỗ trợ việc thực hiện các kế hoạch, dự án đó.
- Kiến nghị với Bộ Chính trị Trung ương, Ban Bí thư Trung ương Đảng hoặc Chính phủ ra lệnh đình chỉ việc thực hiện các nghị quyết, pháp luật không phù hợp với chủ trương, chính sách, điều lệ của Đảng và pháp luật của Nhà nước trong lĩnh vực công tác tương ứng;
- Tổ chức các hội nghị chuyên đề kỹ thuật, các cuộc họp tổng kết rút kinh nghiệm và hướng dẫn các công việc liên quan đến công tác tổ chức, xây dựng đảng và đội ngũ cán bộ;
- Giám sát, kiểm tra, hỗ trợ việc thực hiện các nghị quyết, quyết định, thông báo do Trung ương Đảng ban hành liên quan đến công tác tổ chức ở các bộ, cơ quan, tỉnh, thủ đô, huyện, thành phố;
- Cử cán bộ, công chức của Ban Tổ chức Trung ương tham gia giám sát việc tiến hành Đại hội Đảng bộ, Đảng bộ Bộ, Ban, ngành, tỉnh, Thủ đô, huyện, thành phố và các cuộc họp khác theo lời mời của các bên liên quan;
- Mời Vụ Tổ chức cán bộ các Bộ, Ban Tổ chức tỉnh, Thủ đô, huyện, thành phố bàn công việc;
- Được quyền yêu cầu tổng hợp thông tin, thống kê, công văn từ các Bộ - tổ chức, địa phương liên quan đến nhiệm vụ.
- Hợp tác ký kết các biên bản, bản ghi nhớ với Đảng, các nước hữu nghị chiến lược, các tổ chức quốc tế có liên quan đến lĩnh vực công tác và được sự chấp thuận của Bộ Chính trị Trung ương Đảng;
- Bổ nhiệm, miễn nhiệm và thực hiện chính sách, kỷ luật đối với cán bộ, công chức thuộc Văn phòng Ban Tổ chức Trung ương trong phạm vi quyền hạn của mình;
- Lập kế hoạch đào tạo, xây dựng và nâng cao trình độ lý luận, chuyên môn cho đội ngũ cán bộ làm công tác tổ chức trong cả nước;
- Lập kế hoạch, dự toán, quản lý và sử dụng ngân sách cho các hoạt động, xây dựng kết cấu hạ tầng và quản lý tài sản nhà nước tại cơ quan có hiệu quả;
- Thiết lập các quy định, nội quy, quy chế quản lý việc sử dụng ngân sách;
- Giám sát, kiểm tra, sử dụng ngân sách và chấn chỉnh nghiêm túc kết quả kiểm tra việc sử dụng ngân sách.

## Tổ chức

### Lãnh đạo
Ban Tổ chức Trung ương được cầu thành gồm:
Trưởng ban Tổ chức Trung ương
Thường là Ủy viên Bộ Chính trị hoặc Ủy viên Ban Bí thư Trung ương Đảng. Do Bộ Chính trị phân công nhiệm vụ, miễn nhiệm chịu trách nhiệm trực tiếp trước Bộ Chính trị Trung ương và Ban Bí thư Trung ương Đảng về toàn bộ thành tích hoặc khuyết điểm của Ban Tổ chức Trung ương; 
Một số Phó Trưởng ban Tổ chức Trung ương
Thường là 2 người. Trong đó một Phó trưởng ban sẽ là ủy viên Trung ương Đảng.  Do Bộ Chính trị Trung ương và Ban Bí thư Trung ương Đảng bổ nhiệm, miễn nhiệm theo đề nghị của Trưởng ban Tổ chức Trung ương.
Giúp Trưởng ban hướng dẫn, lãnh đạo công tác của Ban Tổ chức Trung ương Đảng, chịu trách nhiệm về công việc theo sự phân công của Trưởng ban, chịu trách nhiệm trước tập thể và Trưởng Ban Tổ chức Trung ương Đảng về những thành tích, khuyết điểm trong việc thực hiện nhiệm vụ được giao.
Vụ trưởng
Ban Tổ chức Trung ương có một số Vụ trưởng, Chánh văn phòng Ban được Ban Bí thư Trung ương Đảng bổ nhiệm, cách chức theo đề nghị của Trưởng Ban Tổ chức Trung ương Đảng;
Vụ phó
Ban Tổ chức Trung ương có một số Vụ phó, và tương đương; trưởng phòng và phó phòng do Trưởng Ban Tổ chức Trung ương bổ nhiệm hoặc cách chức trên cơ sở nghiên cứu của Ban Tổ chức và Vụ Tổ chức cán bộ trên cơ sở thống nhất với các Văn phòng, Vụ, Ban liên quan;
Chuyên viên, nhân viên
Ban Tổ chức Trung ương có chuyên viên và nhân viên theo vị trí việc làm và theo yêu cầu thực tế của nhiệm vụ công việc.

### Cơ quan trực thuộc
- Văn phòng
- Vụ Tổ chức Cán bộ
- Vụ Xây dựng Đảng
- Vụ Tổ chức và Nội quy Đảng
- Vụ Quản lý cán bộ
- Vụ Xây dựng Cán bộ
- Vụ Chính trị nội bộ.
- Vụ vận động xây dựng Đảng - Điều động cán bộ.

## Quy chế làm việc
Ban Tổ chức Trung ương Đảng thực hiện mô hình lãnh đạo và phương thức làm việc theo nguyên tắc tập trung dân chủ, tập thể lãnh đạo, bảo đảm dân chủ trong quyết định những vấn đề liên quan đến công tác tổ chức, xây dựng đảng và cán bộ theo phân công của BộChính trị Trung ương, Ban Bí thư Trung ương Đảng.
Thực hiện chế độ một thủ trưởng, phân chia công việc cho các cá nhân chịu trách nhiệm chính; Trường hợp thủ trưởng đi công tác, vì một số lý do không ở văn phòng thì ủy quyền cho một cấp phó làm quyền thủ trưởng, và phải báo cáo công việc đã thực hiện với Thủ trưởng sau khi trở lại làm việc, hoặc hết ủy quyền.
Mọi hoạt động đều dựa trên chủ trương, điều lệ của đảng, pháp luật, quy định của nhà nước và các nguyên tắc chung đảng và nhà nước; Thực hiện chủ trương, chính sách của Đảng và Nhà nước, thực hiện kế hoạch hàng năm, kế hoạch 5 năm, nghị quyết Đại hội đại biểu toàn quốc Đảng, nghị quyết Đại hội đại biểu toàn quốc của Đảng bộ cơ sở.

## Phương thức hoạt động
- Làm việc với các kế hoạch và dự án chi tiết; Giải quyết công việc có trọng tâm, trọng điểm, mục tiêu trong từng thời kỳ; Phối hợp chặt chẽ với các bên liên quan để đảm bảo triển khai công việc có hiệu quả;
- Công tác gắn với cơ sở, liên hệ thực tế và cấp ủy lãnh đạo giám sát, kiểm tra, động viên, tổng kết rút kinh nghiệm và đánh giá những mặt được, chưa được trong việc thực hiện kế hoạch từng thời kỳ;
- Thực hiện chế độ giao ban định kỳ hàng tháng, quý, sáu tháng, năm và báo cáo định kỳ về Bộ Chính trị Trung ương Đảng.

## Lãnh đạo qua các thời kỳ
| STT    | Tên                  | Tiếng Lào      | Bổ nhiệm   | Miễn nhiệm  | Giới tính |     |
| ------ | -------------------- | -------------- | ---------- | ----------- | --------- | --- |
| 1      | Khamseng Sivilai     | Tiếng Lào      | ສະນັ່ນ ສຸດທິຈັກ | 25/3/1955   | 2/1957    | Nam |
| 2      | Sisomphone Lovansay  | ສີສົມພອນ ລໍວັນໄຊ   | 2/1957     | 3/1964      | Nam       |     |
| 3      | Nouhak Phoumsavanh   | ໜູຮັກ ພູມສະຫວັນ    | 3/1964     | 3/1972      | Nam       |     |
| 4      | Sisomphone Lovansay  | ສີສົມພອນ ລໍວັນໄຊ   | 3/1972     | 3/1982      | Male      |     |
| 5      | Samane Vignaket      | ສະໝານ ວິຍະເກດ   | 3/1982     | 6/1989      | Nam       |     |
| 6      | Maichantan Sengmani  | ໄມຈັນຕານ ແສງມະນີ | 6/1989     | 2/1990      | Nam       |     |
| 7      | Oudom Khattigna      | ອຸດົມ ຂັດຕິຍະ      | 2/1990     | 3/1991      | Nam       |     |
| 8      | Thongsing Thammavong | ທອງສິງ ທຳມະວົງ   | 3/1991     | 5/2002      | Nam       |     |
| 9      | Bounthong Chitmany   | ບຸນທອງ ຈິດມະນີ    | 5/2002     | 2010        | Nam       |     |
| 10     | Chansy Phosikham     | ຈັນສີ ໂພສີຄຳ      | 2010       | 2/2/2021    | Nam       |     |
| 11     | Sisay Leudetmounsone | ສີໃສ ລືເດດມູນສອນ  | 2/2/2021   | Đương nhiệm | Nữ        |     |
| Nguồn: |                      |                |            |             |           |     |